# Schonauwen
Schonauwen est une ancienne commune néerlandaise de la province d'Utrecht, aujourd'hui polder et quartier nouveau de la commune de Houten.

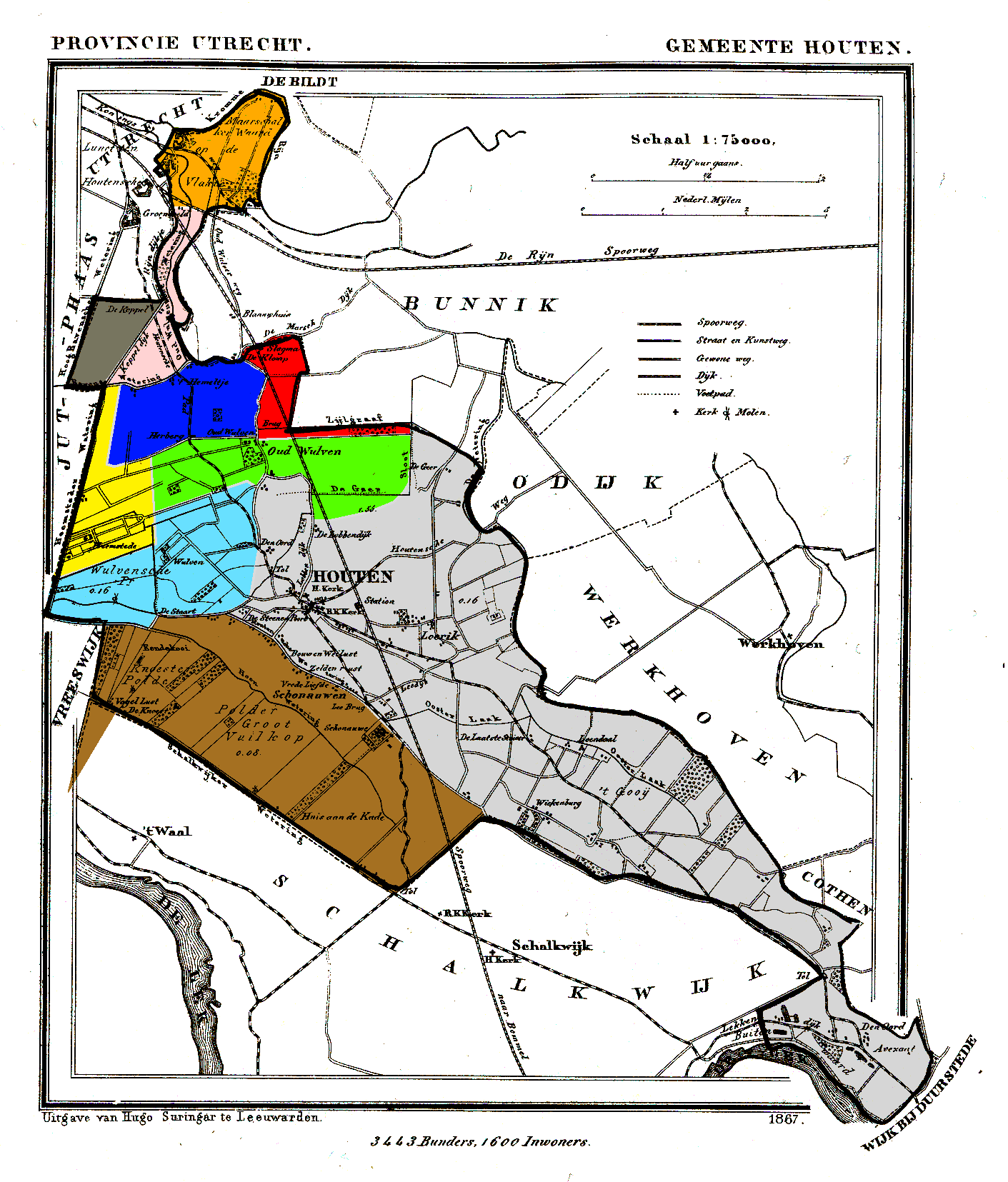
Houten en 1868, Schonauwen correspond à la partie marron

Ancienne seigneurie érigée en commune au début du XIXe siècle, Schonauwen fut intégrée dans la commune de Houten de 1812 à 1818. De nouveau indépendante à partir du 1er janvier 1818, la commune fut définitivement rattachée à Houten le 8 septembre 1857.